# Foto de Itamar Franco e Lilian Ramos sem calcinha
A foto de Itamar Franco e Lilian Ramos sem calcinha é um registro fotográfico feito por Marcelo Carnaval, então trabalhando para O Globo, considerado uma foto icônica e polêmica e que foi produzida em 14 de fevereiro de 1994. Nele, a modelo Lilian Ramos e o então presidente Itamar Franco aparecem lado a lado, dentro de um camarote na Marquês de Sapucaí e no contexto da publicação dos resultados do Carnaval do Rio de Janeiro em 1994. Contudo, a foto se tornou um escândalo pois a modelo estava de saia curta e sem calcinha, o que acabou por se tornar um entrave político para o governo de Itamar Franco.
Segundo Valdemar Costa Neto (PL-SP), Lilian e sua irmã desfilaram naquela noite e depois juntaram-se ao deputado e outros políticos do Partido Liberal em seu camarote. Depois da meia-noite, Valdemar foi visitar o camarote presidencial e Lílian pediu para ir junto; "o presidente me deu muita atenção quando eu passei na avenida", ela teria dito. A segurança do presidente barrou sua entrada, mas depois que Valdemar cumprimentou-o, o próprio presidente permitiu sua entrada.
Diante de uma situação desprevenida que era avaliada como algo "incompatível com a dignidade, a honra e o decoro do cargo”, configurando uma espécie de pré-condição para um impeachment, Itamar chegou a ficar diante da possibilidade de ser o segundo presidente forçado a deixar o cargo, uma vez que havia assumido a presidência após a saída de Fernando Collor.

## Legado
A entrevistadores brasileiros, a modelo Lilian Ramos, que nasceu em Fortaleza, surgiu como sósia de Fafá de Belém e chegou a entrar em depressão após o fatídico episódio, avaliou como algo negativo para a sua imagem o que aconteceu no dia do registro fotográfico: “Minha carreira acabou ali”, chegou a afirmar em 2016. Após o escândalo, a modelo se mudou para a Itália, onde se casou e virou celebridade, deixando para trás a época de ensaios nus para revistas e participações em filmes como A Rota do Brilho.